# أحمد عسيري (عسكري)
أحمد حسن محمد عسيري (من مواليد 12 فبراير 1952) هو عسكري سعودي، أحد المُقربين من ولي العهد السعودي الأمير محمد بن سلمان وأحد مُستشاريه والنائب السابق لرئيس المخابرات العامة. والمُتحدث السابق باسم التحالف الذي تقوده السعودية في اليمن. شغل منصب المتحدث الرسمي باسم التحالف من بداية عملية عاصفة الحزم إلى 27 يوليو 2017، حيث حل محله العميد ركن تركي بن صالح المالكي.
أُعفي من منصبه نائبا لرئيس الاستخبارات العامة في 20 أكتوبر 2018 عقب إعلان السلطات السعودية مقتل الصحفي جمال خاشقجي داخل قنصلية البلاد في إسطنبول في تركيا بتاريخ 2 أكتوبر.

## التعليم
حصل عسيري على المرتبة الأولى على دفعته من كلية سان سير الفرنسية، وحصل على درجة الماجستير في العلوم العسكرية من كلية القيادة والأركان للقوات المسلحة السعودية، وماجستير في دراسات الدفاع الوطني من فرنسا إلى جانب درجة ماجستير في العلوم الإستراتيجية، تحصل أيضا على دورات عسكرية تدريبية وشهادات من معاهد وكليات أخرى شهيرة مثل سانت هيرست البريطانية وويست بوينت الأميركية. عمل مدير مكتب الأمير خالد بن سلطان سابقًا، ومعلمًا بمعهد قوات الدفاع الجوي، وفي كلية الأركان، وجناح الحرب، وملحقًا على مكتب المستشارين العسكريين لوزير الدفاع. حاصل على ماجستير في العلوم العسكرية من كلية القيادة والأركان.

## المناصب
- في عام 2002 تم تعيينه قائداً لطابور العرض العسكري[7]
- عام 2010 تم تعيينه مديرا لمكتب الأمير خالد بن سلطان آل سعود
- عام 2014 رُقي لمنصب مستشار في مكتب وزير الدفاع في المملكة العربية السعودية
- عام 2015 عُين متحدثا باسم القوات المشتركة في عملية عاصفة الحزم
- عام 2016 عُين مُتحدثًا باسم قوات التحالف العسكري الإسلامي ضد داعش.

## الظهور الإعلامي
كان أول ظهور لعسيري في وسائل الإعلام متحدثًا رسميًا باسم وزارة الدفاع عندما تم اختياره ليعقد المؤتمرات الصحفية خلال الحرب السعودية الأولى على جماعة الحوثي التي تمت في عام 2009، حيث تولى عسيري مهمة اطلاع الصحفيين على آخر المستجدات والأوضاع خلال الحرب حيث كان ينتمي إلى أفراد القوات الجوية في السرب السادس من القوات الجوية الملكية السعودية في عام 2015 تولى عسيري مسؤولية الحديث إلى وسائل الإعلام عن غرفة عمليات عاصفة الحزم.

## الأوسمة
حصد عسيري خلال مسيرته العديد من الأوسمة، بدءا من ميدالية تحرير الكويت، وحتى نوط الابتكار، ونوط الإتقان والميدالية الذهبية للدفاع الوطني الفرنسية، كما حصد وسام استحقاق من درجة فارس من المملكة المغربية والوسام الوطني من درجة فارس من جمهورية النيجر، ووسام الأسد الوطني من درجة فارس من جمهورية السنغال، وفي عمله العسكري حصد نوط الخدمة العسكرية عدة مرات.

## سيرته

### حرب اليمن

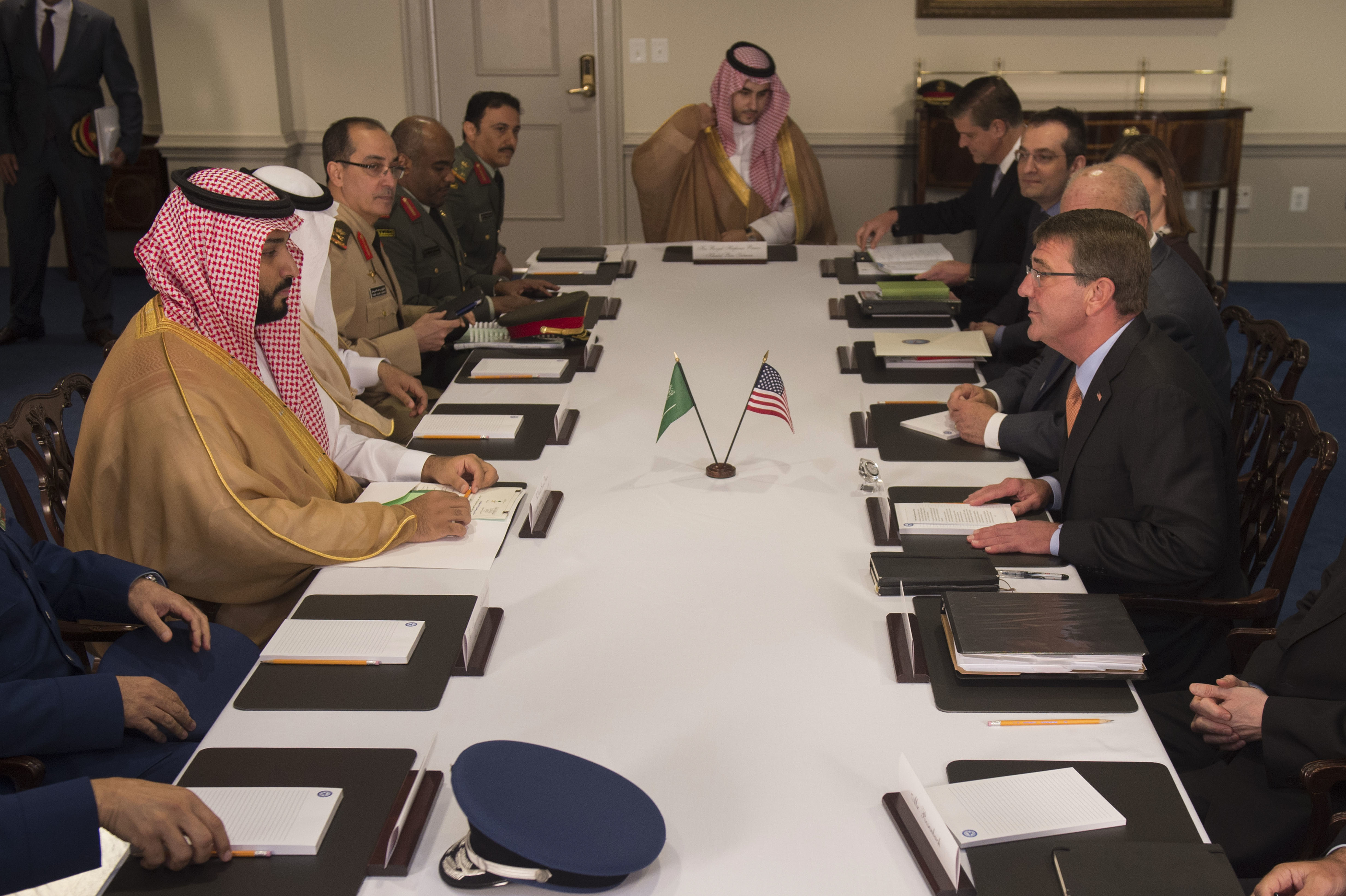
محمد بن سلمان وأحمد عسيري يلتقيان وزير الدفاع الأمريكي آشتون كارتر في 2016

كان العميد عسيري المُتحدث الرسمي باسم التحالف الذي تقوده السعودية في اليمن خلال الحرب الأهلية اليمنية. أعلنَ التحالف الذي تقوده السعودية في الخامس من مايو عام 2015 أن مدن مثل صعدة والحديدة وصنعاء صارت أهدافًا عسكرية وذلك بهدف «تخليص الشعب اليمني من سطيرة الحوثي». في نفس اليوم نشر عسيري البيان الرسمي لوسائل الإعلام حيث قال فيه:
| «ابتداء من اليوم وكما سبق وأن أعلنا من خلال وسائل الإعلام، ومن خلال المنشورات التي أسقطت طائرات التحالف على مران وصعدة فإننا نُعلن أن هذه المناطق صارت أهدافا عسكرية لذلك وجبَ على المدنيين اليمنيين مُغادرة المدينتين باتجاه مناطق أخرى لأنّ الحرب ستأخد مجرى آخر. هذا هو التحذير الأخير وابتداء من الساعة السابعة من مساء اليوم ستبدأ قوات التحالف بالرد الفوري على الميليشيات التي تستهدف أمن وسلامة المواطنين السعوديين منذ الآن وحتى تحقيق هذه العملية أهدافها... هناك مناطِق أخرى ستتحول في وقت لاحق إلى أهداف عسكرية وذلك بسبب استيطان ميليشيات الحوثي لها لذلك نكرر نداءنا إلى المدنيين ونطلب منهم الابتعاد عن هذه الجماعات وترك المناطق الواقعة تحت سيطرة الحوثيين.» |

انتقدت هيومن رايتس ووتش إعلان عسيري الذي صدر في مايو كما أجرت تحقيق بخصوص ما جرى في صعدة بما في ذلك الهجوم الذي ضرب منزل سكني وهجمتان ضربتا سوق ومدرسة ما بعد إعلان الثامن من مايو. ذكرت رايتس ووتش كذلك أن إصدار تحذير من هجمات وشيكة على السكان المدنيين يتماشى مع قوانين الحرب لكن يجب أن تُتخذ جميع الاحتياطات المستطاعة لتقليص الضرر وعلى وجه الخصوص توفير «إنذار مسبق فعال» من الهجمات التي قد تمس السكان المدنيين طالما سمحت الظروف بذلك. الموضوع الأكثر إشكالية -بالنسبة لهيومن- هو الانتهاكات الواضحة والصريحة لقوانين الحرب وما خلفه التحالف من دمار على مدن بأكملها صعدة ومران اللتان اعتُبرتان هدفان عسكريان. في حقيقة الأمر تحظر قوانين الحرب الهجمات التي تعامل كما أنها هدف عسكري واحد كما تجدر الإشارة إلى أنه يجب فصل الأهداف العسكرية التي تقع في مدينة أو بلدة أو قرية أو منطقة أخرى تضم تركزا من المدنيين أو الأعيان المدنية.
عاد عسيري في شباط/فبراير من عاو 2016 ليُدلي بتصريح مثير للجدل ذكر فيه: «لدينا الآن قواعد الاشتباك: إن كنت على مقربة من الحدود فقد تُقتل!.» انتقدت هيومن رايتس ووتش هذا البيان وردّت عليه بالقول: «الهدف من الهجوم العسكري ينتهك قوانين الحرب التي تحظر الهجمات التي لا تُفرق ما بين هو مدني وما هو عسكري. إن القيام بذلك بصورة غير قانونية لا يحمي المدنيين من الهجمات.»
في يوم 30 مارس 2017، تعرض اللواء أحمد عسيري لمُحاولة اعتداء من مُتظاهرين كانوا يحاولون تعطيل مشاركته في ندوة المجلس الأوروبي للعلاقات الخارجية في لندن لبحث الأوضاع في اليمن صرخ عسيري على الحشد خارج المبنى وأشار لهم بالأصبع الوسطى، وتم إحباط مُحاولة الاعتداء.

### إيران
في يناير 2017، قام جورج نادر بتنظيم العديد من اللقاءات بينه وبين كلاً من أحمد عسيري، جويل زامل، ستيف بانون ومايكل فلين. كان الغرض من هذه الاجتماعات هو التباحث حول تغيير النظام الحاكم في إيران.

### إسرائيل
وفقًا لصحيفة وول ستريت جورنال، كان أحمد عسيري عُنصرًا فعالاً في توثيق العلاقات بين إسرائيل والسعودية. وبحسب ما ورد فإن أحمد عسيري سافر سرًا إلى إسرائيل عدة مرات بغرض عقد اجتماعات مع مسؤولين إسرائيلين، وهو أرفع مسؤول سعودي يقوم بذلك. بعد مقتل جمال خاشقجي، تم تعليق هذه العلاقة، حيث يخشى السعوديون من ردود أفعال هذه العلاقات.

### اغتيال جمال خاشقجي
أشارت الصحفية الأمريكية راتشيل مادو إلى تقارير كتبها الصحفي في واشنطن بوست ديفيد إغناتيوس ذكر فيها أن عسيري خطط لإنشاء فريق يُسمى بـ«فريق النمور» لتنفيذ عمليات سرية خاصة. وحسب «مصادر مُطلعة» في واشنطن بوست كان الفريق يُحاول تحديد من سيكون كبش الفداء المُحتمل في قضية مقتل جمال خاشقجي.، ولأن عسيري كان أيضًا «حلقة وصل» لعروض ولي العهد الأمير محمد بن سلمان للمساعدة في حملة دونالد ترامب الرئاسية 2016 التي كانت جُزءًا من تحقيق المُستشار الخاص روبرت مولر. سيكون إعفاء عسيري «كضرب عصفورين بحجر واحد» للتغطية على القضيتين. لكن دُبلوماسيين أمريكيين سابقين مثل باربرا بودين سفيرة الولايات المتحدة في اليمن سابقًا، ومسؤولو المخابرات مثل بروس ريدل المسؤول السابق بوكالة الاستخبارات المركزية في معهد بروكينجز، كانوا «يُشيرون إلى أن التواصل معه هي عملية ليست ذات أهمية.».
في 19 أكتوبر 2018 عندما اعترفت السعودية بمقتل خاشقجي في قنصلية البلاد في إسطنبول، أعلنت عن أبرز المُتهمين في مقتل خاشقجي، تم إلقاء القبض على 18 شخص وإعفاء خمسة أشخاص ذو مناصب رفيعة في الدولة، كان عسيري ممن تم إعفاءهم.
في عام 2019، ورد أن عسيري قد «تمت محاكمته وأُعلن عن برائته في القضية»، بسبب «وجود أدلة غير كافية». وصفت الناشطة الحقوقية الفرنسية أنييس كالامار المُحاكمات السعودية في قضية مقتل خاشقجي بأنها «نقيض العدالة» و«السخرية».

## إعفاء
في 20 أكتوبر 2018، تم إعفاء أحمد عسيري من مهامه بأمر ملكي نتيجة التحقيقات الأولية في قضية مقتل جمال خاشقجي.